# Neptis harita
Neptis harita är en fjärilsart som beskrevs av Moore 1874. Neptis harita ingår i släktet Neptis och familjen praktfjärilar. Inga underarter finns listade i Catalogue of Life.

## Bildgalleri

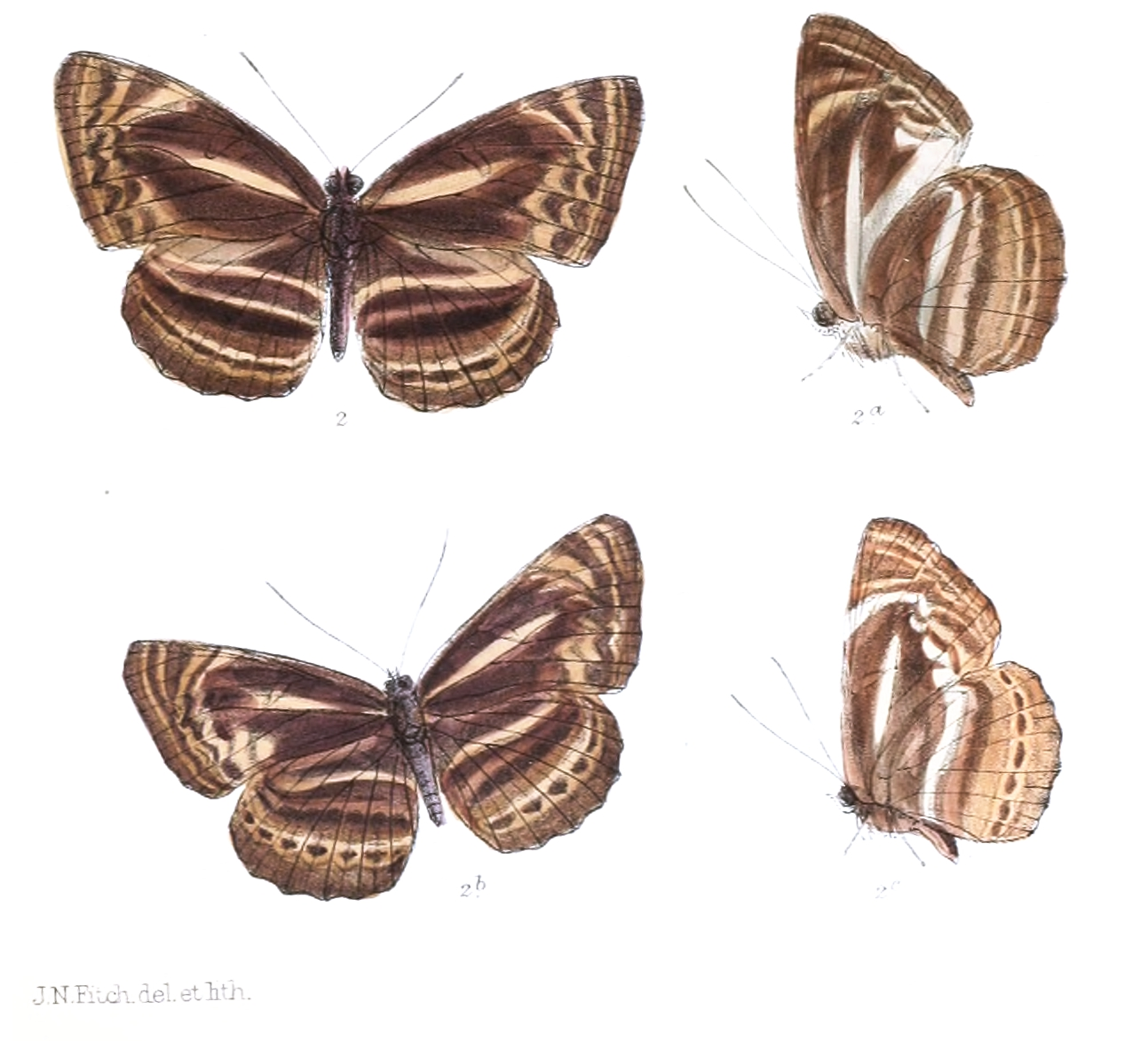
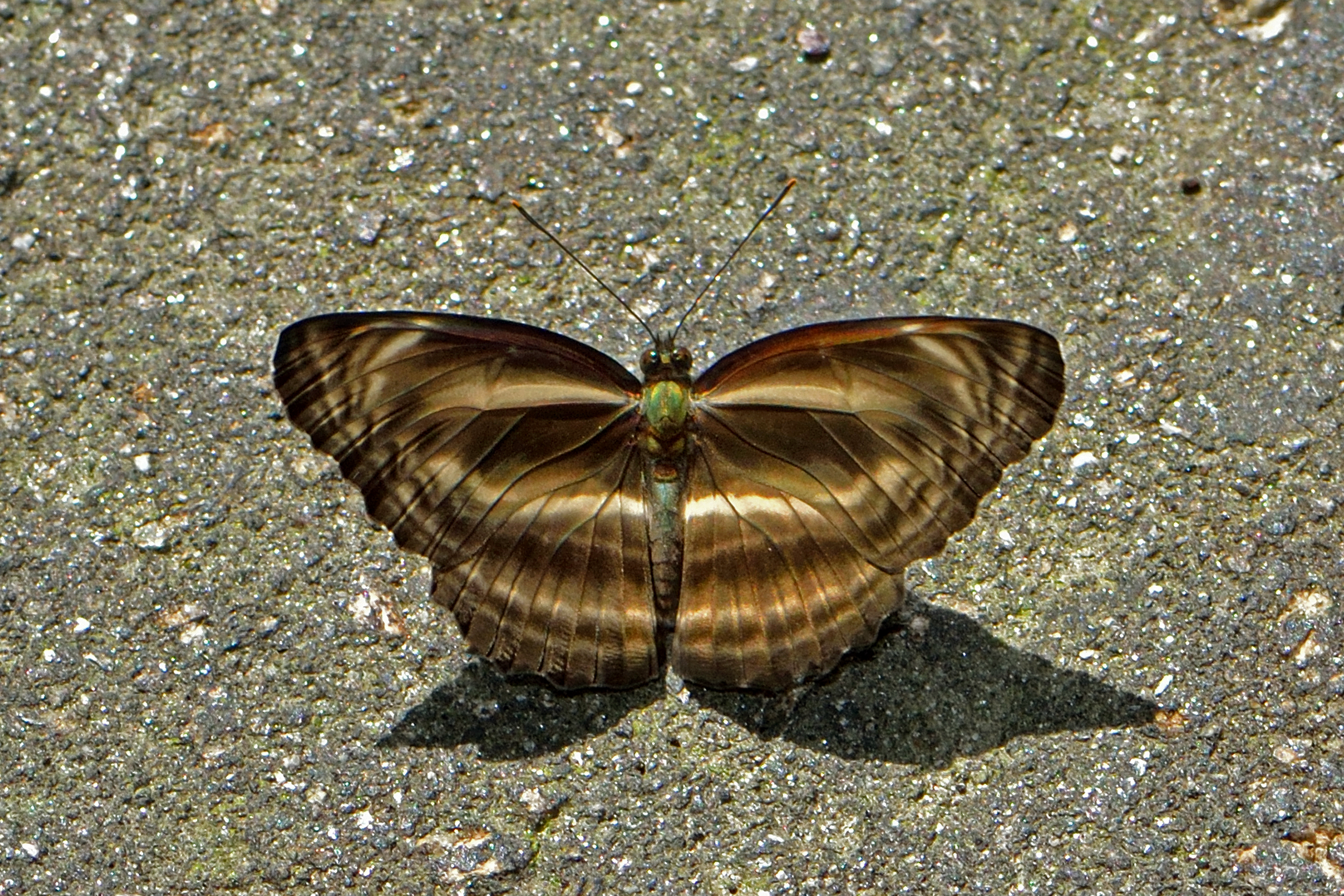